# Freienwil
Freienwil é uma comuna da Suíça, no Cantão Argóvia, com cerca de 831 habitantes. Estende-se por uma área de 3,99 km², de densidade populacional de 208 hab/km². Confina com as seguintes comunas: Ennetbaden, Lengnau, Oberehrendingen, Obersiggenthal, Unterehrendingen.
A língua oficial nesta comuna é o Alemão.